# Llannefydd
Llannefydd ou Llanefydd est un village et une communauté du borough de comté de Conwy, au pays de Galles.
Il est situé dans le nord-est du borough de comté, près de la frontière du Denbighshire, à une dizaine de kilomètres au nord-ouest de la ville de Denbigh. Au recensement de 2011, la communauté de Llannefydd, qui comprend aussi le village de Cefn Berain (cy), comptait 590 habitants.